# 喀納斯河
喀納斯河是中國新疆阿勒泰地區布爾津縣的一條河流，发源于阿尔泰山主峰群，为常年流水性河流，全长125公里，平均宽度约50米，最宽处达100米，在贾登峪与禾木河汇合成布尔津河，喀納斯大橋處常年水位下水流流速为2.5米每秒。